# Moritz Zeitler
Moritz Zeitler (* 15. August 1994 in Neuburg an der Donau) ist ein deutscher Volleyballspieler.

## Karriere
Zeitler kam über seinen Vater zum Volleyball und spielte lange Zeit für seine Heimatstadt Neuburg an der Donau. Bereits in der A-Jugend spielte Moritz Zeitler unter Andreas Mühlbauer und wurde auf dessen Ruf für die Spielzeit 2014/15 zum Drittligisten TSV Niederviehbach geholt. Nach drei Saisonen wechselte er zum TV/DJK Hammelburg in die 2. Bundesliga.
Zeitlers Vater Siegfried erreichte bei der Bayerischen Senioren-Meisterschaft im Jahr 2013 mit Andreas Mühlbauer den 3. Platz.